# Herodes de Calcis

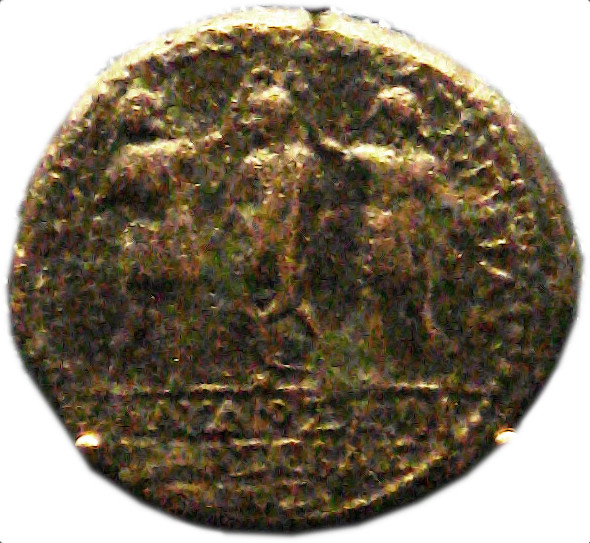
Moneda de Herodes de Calcis.

Herodes de Calcis (m. 48-49 d. C.), también conocido como Herodes Pólio, rey de Calcis, Herodes V, y catalogado por la Enciclopedia Judía como Herodes II, era hijo de Aristóbulo IV, y nieto de Herodes el Grande,  rey cliente romano de Judea. Era hermano de Herodes Agripa I y Herodías y gobernó como rey del Calcis en 41 - 48 EC.

## Vida
Su primera esposa fue su prima, Mariamne. Le dio un hijo llamado Aristóbulo de Calcis, que también llegó a ser gobernante de Calcis.
Tras la muerte de Mariamne, se casó con su sobrina Berenice, con la que tuvo dos hijos, Berenicio e Hircano.
Alrededor del año 41 de la era cristiana, a petición de su hermano, Herodes Agripa, el emperador Claudio le concedió el gobierno de Calcis, un territorio al norte de Judea, con el título de rey. Tres años más tarde, tras la muerte de su hermano, se le otorgó también la responsabilidad del Segundo Templo de Jerusalén, así como el nombramiento del Sacerdote Mayor del Templo. Durante los cuatro años en los que ejerció este derecho, nombró a dos sumos sacerdotes: José, hijo de Camidio (44-46), y Ananías, hijo de Nedebeus (ca. 47-52).
Murió en 48 EC. Después de su muerte, el reino de Calcis fue dado a Herodes Agripa II, pero sólo como una tetrarquía.

## Árbol genealógico
|                  |                  |                  |                  |                  |                  |  |  |                   |                   |                   |                   | Alejandro         | Alejandro         | Alejandro | Alejandro | Alejandro             | Alejandro             |                       |                       | Alejandra             | Alejandra             | Alejandra | Alejandra | Alejandra  | Alejandra  |            |            |            |            |  |  |                   |                   |                   |                   |                   |                   |  |  |                     |                     |                     |                     |                     |                     |
|                  |                  |                  |                  |                  |                  |  |  |                   |                   |                   |                   | Alejandro         | Alejandro         | Alejandro | Alejandro | Alejandro             | Alejandro             |                       |                       | Alejandra             | Alejandra             | Alejandra | Alejandra | Alejandra  | Alejandra  |            |            |            |            |  |  |                   |                   |                   |                   |                   |                   |  |  |                     |                     |                     |                     |                     |                     |
|                  |                  |                  |                  |                  |                  |  |  |                   |                   |                   |                   |                   |                   |           |           |                       |                       |                       |                       |                       |                       |           |           |            |            |            |            |            |            |  |  |                   |                   |                   |                   |                   |                   |  |  |                     |                     |                     |                     |                     |                     |
| 4.Malthace       | 4.Malthace       | 4.Malthace       | 4.Malthace       | 4.Malthace       | 4.Malthace       |  |  | Herodes el Grande | Herodes el Grande | Herodes el Grande | Herodes el Grande | Herodes el Grande | Herodes el Grande |           |           | 2.Mariamna I d. 29 BC | 2.Mariamna I d. 29 BC | 2.Mariamna I d. 29 BC | 2.Mariamna I d. 29 BC | 2.Mariamna I d. 29 BC | 2.Mariamna I d. 29 BC |           |           |            |            |            |            |            |            |  |  |                   |                   |                   |                   |                   |                   |  |  |                     |                     |                     |                     |                     |                     |
| 4.Malthace       | 4.Malthace       | 4.Malthace       | 4.Malthace       | 4.Malthace       | 4.Malthace       |  |  | Herodes el Grande | Herodes el Grande | Herodes el Grande | Herodes el Grande | Herodes el Grande | Herodes el Grande |           |           | 2.Mariamna I d. 29 BC | 2.Mariamna I d. 29 BC | 2.Mariamna I d. 29 BC | 2.Mariamna I d. 29 BC | 2.Mariamna I d. 29 BC | 2.Mariamna I d. 29 BC |           |           |            |            |            |            |            |            |  |  |                   |                   |                   |                   |                   |                   |  |  |                     |                     |                     |                     |                     |                     |
|                  |                  |                  |                  |                  |                  |  |  |                   |                   |                   |                   |                   |                   |           |           |                       |                       |                       |                       |                       |                       |           |           |            |            |            |            |            |            |  |  |                   |                   |                   |                   |                   |                   |  |  |                     |                     |                     |                     |                     |                     |
|                  |                  |                  |                  |                  |                  |  |  |                   |                   |                   |                   |                   |                   |           |           | Aristóbulo d. 7 BC    | Aristóbulo d. 7 BC    | Aristóbulo d. 7 BC    | Aristóbulo d. 7 BC    | Aristóbulo d. 7 BC    | Aristóbulo d. 7 BC    |           |           | Berenice I | Berenice I | Berenice I | Berenice I | Berenice I | Berenice I |  |  |                   |                   |                   |                   |                   |                   |  |  |                     |                     |                     |                     |                     |                     |
|                  |                  |                  |                  |                  |                  |  |  |                   |                   |                   |                   |                   |                   |           |           | Aristóbulo d. 7 BC    | Aristóbulo d. 7 BC    | Aristóbulo d. 7 BC    | Aristóbulo d. 7 BC    | Aristóbulo d. 7 BC    | Aristóbulo d. 7 BC    |           |           | Berenice I | Berenice I | Berenice I | Berenice I | Berenice I | Berenice I |  |  |                   |                   |                   |                   |                   |                   |  |  |                     |                     |                     |                     |                     |                     |
|                  |                  |                  |                  |                  |                  |  |  |                   |                   |                   |                   |                   |                   |           |           |                       |                       |                       |                       |                       |                       |           |           |            |            |            |            |            |            |  |  |                   |                   |                   |                   |                   |                   |  |  |                     |                     |                     |                     |                     |                     |
|                  |                  |                  |                  |                  |                  |  |  |                   |                   |                   |                   |                   |                   |           |           |                       |                       |                       |                       |                       |                       |           |           |            |            |            |            |            |            |  |  |                   |                   |                   |                   |                   |                   |  |  |                     |                     |                     |                     |                     |                     |
| Herodes Arquelao | Herodes Arquelao | Herodes Arquelao | Herodes Arquelao | Herodes Arquelao | Herodes Arquelao |  |  | Mariamna III      | Mariamna III      | Mariamna III      | Mariamna III      | Mariamna III      | Mariamna III      |           |           | Herodes de Calcis     | Herodes de Calcis     | Herodes de Calcis     | Herodes de Calcis     | Herodes de Calcis     | Herodes de Calcis     |           |           | Herodias   | Herodias   | Herodias   | Herodias   | Herodias   | Herodias   |  |  | Herodes Agripa I  | Herodes Agripa I  | Herodes Agripa I  | Herodes Agripa I  | Herodes Agripa I  | Herodes Agripa I  |  |  | Aristóbulo el Joven | Aristóbulo el Joven | Aristóbulo el Joven | Aristóbulo el Joven | Aristóbulo el Joven | Aristóbulo el Joven |
| Herodes Arquelao | Herodes Arquelao | Herodes Arquelao | Herodes Arquelao | Herodes Arquelao | Herodes Arquelao |  |  | Mariamna III      | Mariamna III      | Mariamna III      | Mariamna III      | Mariamna III      | Mariamna III      |           |           | Herodes de Calcis     | Herodes de Calcis     | Herodes de Calcis     | Herodes de Calcis     | Herodes de Calcis     | Herodes de Calcis     |           |           | Herodias   | Herodias   | Herodias   | Herodias   | Herodias   | Herodias   |  |  | Herodes Agripa I  | Herodes Agripa I  | Herodes Agripa I  | Herodes Agripa I  | Herodes Agripa I  | Herodes Agripa I  |  |  | Aristóbulo el Joven | Aristóbulo el Joven | Aristóbulo el Joven | Aristóbulo el Joven | Aristóbulo el Joven | Aristóbulo el Joven |
|                  |                  |                  |                  |                  |                  |  |  |                   |                   |                   |                   |                   |                   |           |           |                       |                       |                       |                       |                       |                       |           |           |            |            |            |            |            |            |  |  |                   |                   |                   |                   |                   |                   |  |  |                     |                     |                     |                     |                     |                     |
|                  |                  |                  |                  |                  |                  |  |  |                   |                   |                   |                   |                   |                   |           |           | Aristóbulo de Calcis  | Aristóbulo de Calcis  | Aristóbulo de Calcis  | Aristóbulo de Calcis  | Aristóbulo de Calcis  | Aristóbulo de Calcis  |           |           |            |            |            |            |            |            |  |  | Herodes Agripa II | Herodes Agripa II | Herodes Agripa II | Herodes Agripa II | Herodes Agripa II | Herodes Agripa II |  |  |                     |                     |                     |                     |                     |                     |